# Mū (album de Corto Maltese)
Pour les articles homonymes, voir MU.
Mū est une aventure de Corto Maltese écrite et dessinée par Hugo Pratt. C'est à la fois la dernière aventure publiée par Hugo Pratt et la dernière dans l'ordre chronologique de l'action, y compris après la reprise de la série en 2015 par le duo Pellejero-Canales.
Avec ce récit, l’auteur donne en quelque sorte, un prolongement à Sous le signe du Capricorne et Corto toujours un peu plus loin, car nous retrouvons Levi Colombia et Tristan Bantam, en 1925, poursuivant leur recherche du continent perdu en Amérique centrale.

## Personnages
Dans cet album ressurgissent nombre de personnages déjà apparus dans des précédentes aventures :
- Corto Maltese
- Raspoutine : Marin russe, ami de Corto, surnommé Raspa.
- Tristan Bantam : Jeune professeur d'archéologie et de sciences exactes. Il est déjà apparu dans Sous le signe du Capricorne, où il partait à la recherche du continent perdu de Mū , poursuivant la quête de son défunt père. Depuis 1916, il est allé à l'Université de Cambridge, à Trinity College, où il a obtenu un diplôme scientifique et y enseigne.
- Jeremiah Steiner : Ancien professeur de l'université de Prague, particulièrement versé en histoire et dans tout ce qui touche l'occulte, l'hermétisme et l'ésotérisme. Ami de Corto et de Levi Columbia.
- Soledad Lokäarth : Évangéliste habitant les Caraïbes.
- Lévi Colombia (ici nommé "Levi Columbia") : Antiquaire et riche homme d'affaires sud-américain. De père espagnol et de mère indienne-colombienne. Passionné d'archéologie, il recherche ardemment des lieux mythiques, tels que l'Eldorado ou Mū .
- Bouche Dorée : Magicienne brésilienne vivant à Salvador de Bahia. Vivant depuis des siècles, elle se présente également comme le ju-ju le plus féroce.

À cela s'en ajoutent de nouveaux :
- Jesus-Maria : Indien ami de Soledad, jalousement amoureux d'elle.

- Dandy Roll : Chef d'une bande de pirates, érigeant un Jolly Roger à son nom. Lui et sa bande vivent sur une île produisant de la marijuana et du rhum réputés (mais ils consomment tout eux-mêmes). Il est amateur de passacaille et de Luigi Boccherini.
- Tracy Eberhard : Aviatrice, faisant partie d'une famille de fabricants de montres suisses. Elle a beaucoup entendu parler de Corto par sa collègue Amelia Earhart[a].

## L’histoire

### Prologue
Hugo Pratt a écrit un prologue à cette histoire, sous forme de long texte intitulé Les Atlantes, présent dans certaines éditions de l'album, :
Raspoutine, le professeur Jeremiah Steiner et Tristan Bantam sont réunis autour d'une table de Tarifa, sur la route de Cadix, en Espagne. Ils discutent à propos d'une statuette en bronze sarde achetée par Tristan représentant un guerrier, que le professeur estime dater du VIIe siècle av. J.-C.. Quant au Russe, il la qualifie d'Atlante, se basant sur des statues similaires présentes au séminaire de Tbilissi (en Géorgie), qui portent ce nom. C'est ainsi que la conversation entre le marin et le professeur se poursuit sur l'Atlantide et sa possible existence. Le soir même, Corto Maltese les rejoint et leur annonce pressentir une bonne nouvelle, qui se concrétise le lendemain. En effet, ils reçoivent un télégramme en provenance du Venezuela, signé Levi Columbia : « L'Atlantide existe encore. STOP. Je vous invite à une croisière. STOP. » Les quatre hommes le rejoignent donc pour une expédition aux Caraïbes...

### Récit principal
Un scaphandrier remonte à la surface de l’eau. C'est Corto qui revient d’une exploration sous-marine, à la recherche de traces du légendaire continent perdu de Mū . À bord du bateau, Soledad Lokäarth, Levi Columbia, Bouche Dorée, Raspoutine, Tristan Bantam et Jesus-Maria l’entourent pour savoir s’il a trouvé ce qu’ils cherchent. À 20 mètres de profondeur, il a vu des peintures mayas en parfait état de conservation. Peu après, Levi Columbia étudie un vieux codex maya indiquant des informations sur ce continent.
Sur le rivage de l’île volcanique proche, le navire est espionné par le pirate Dandy Roll et ses deux acolytes. Les tambours se font entendre ; les Indiens ont aussi pris connaissance de la présence du voilier. Un vol de quetzals les a averti du retour du dieu Kukulcan, dit « Tête de soleil ».
La nuit tombée, un indien nage jusqu'au bateau et observe la blonde Soledad accoudée au bastingage. « Tête de soleil » est une femme !
Une barque approche silencieusement à son tour. À son bord : Dandy Roll et ses compagnons. « Tête de soleil » est en danger. L’Indien rebrousse chemin pour en aviser les magiciens.
Pendant ce temps, Corto et ses amis devisent sur les diverses civilisations perdues au cours des millénaires. L’irruption de Roll les menaçant d’un revolver coupe court à leur discussion. Raspoutine ne se laisse pas intimider. Rapidement maîtrisé, l’intrus révèle qu’ils ne sont pas seuls sur l’île. La tribu des indiens Ciboney occupe la cité des morts, vestiges d’une ville antique, de l’autre côté du volcan. Intrigués, ils projettent de s’y rendre dès le lendemain.
Au réveil, l’équipage constate la disparition de Soledad. Aussitôt, Corto, Raspoutine, Jesus-Maria et Tristan se rendent à terre pour la rechercher…
Dissimulés dans les feuillages, les indiens surveillent leur progression. Un hydravion survole alors l’île avec apparemment des ennuis de moteur. Ils le voient s’écraser dans la jungle. Arrivés devant l’appareil en feu, Corto se précipite pour extraire le pilote de son cockpit. Il est sain et sauf mais inconscient. Lorsqu’il lui enlève son casque, ils s’aperçoivent qu’il s’agit d’une femme. Reprenant ses esprits, elle décline son identité : Tracy Eberhard. Cette nouvelle recrue inopinée se joint à eux pour continuer les recherches.
Ils découvrent bientôt un temple. En éclaireurs, Corto et Raspoutine en gravissent les marches qui conduisent à une salle. Intrigué par les symboles de Templiers gravés sur les parois, Corto tombe par inadvertance dans les sables mouvants d’un puits…
Sorti de cette mauvaise passe, notre marin est accueilli par les hommes-jaguars qui le provoquent pour les combattre…
Après avoir surmonté ces premières épreuves, il ne sait où est passé Raspoutine. Cependant, sauver Soledad est sa priorité. Il s’engage seul dans un labyrinthe sacré où, au bout d’escaliers sans fin, l’attendent des rencontres inquiétantes ; où, derrière chaque porte se révèlent d’étranges lieux. Il traverse d'abord la mythique Aztlan des Aztèques, avant de se retrouver face aux moaïs, survivants de Mū , « ceux qui regardent les étoiles depuis des millions d'années ».
Mais Corto pourra-t-il sauver Soledad ? Retrouvera-t-il Raspoutine et ses autres compagnons ? Quelles péripéties l’attendent encore, dans son aventure la plus étrange ?

## Analyse

### Contexte d'écriture
Après son album précédent, Les Helvétiques, qui se déroulait en Suisse, Hugo Pratt voulait « un retour à la grande aventure, avec plus d'exotisme et moins de références littéraires ». Il avait hésité entre deux idées : soit la recherche d'une ancienne cité au Guatemala, soit une suite de La Jeunesse de Corto Maltese en Indonésie. Finalement, il a opté pour une thématique sur l'Atlantide/Mū , puisque ce mythe a tant fait parler de lui qu'il avait envie d'en livrer sa propre version. D'ailleurs, il souligne que les civilisations englouties figurent dans nombre de textes : des codex mayas, l'Ancien testament, l'Épopée de Gilgamesh... Cette aventure est aussi l'occasion pour lui de prolonger Sous le signe du Capricorne, où ce thème a déjà été traité.
L'épisode a été écrit au retour de son voyage en 1988 à travers les Amériques, son dernier grand voyage. Il se rendit en Argentine, au Chili, à l’île de Pâques, au Pérou, au Mexique (où il visita notamment Tula, capitale légendaire des Toltèques), au Guatemala, au Honduras, en Floride et au Canada. Ce séjour d'un mois et demi lui a permis de réunir une documentation iconographique ayant servi de base à son récit. Il envisageait d'ailleurs depuis longtemps de se rendre sur cette île, afin de contempler le mystère de leurs statues. Il avait même une fois acheté le billet pour y partir, mais a dû y renoncer, à cause de l'installation de certains de ses enfants à Paris. Anne Frognier, qui fut sa femme, s'y rendit à sa place avec leurs enfants Giona et Silvina. Il a quand-même finit par s'y rendre en novembre 1988 avec Patrizia. Il s'agissait pour lui de se rendre à un des lieux les plus inaccessibles au monde, afin de se plonger dans un monde perdu, lié à l'Atlantide et à Mū . Il avait en tête les écrits sur les mystères de l'Océanie, des livres de Pierre Loti à ceux de Thor Heyerdahl. Mais en arrivant sur place à l'aéroport, il aperçoit des t-shirts fabriqués en Italie ou à Hong Kong. Il a même vu des légionnaires en vacances suivant une troupe de danseuses polynésiennes en tournée dans le Pacifique. Il avait alors l'impression d'arriver trop tard. Heureusement, les statues avaient été relativement préservées. Un de leurs noms anciens a pour sens "Les yeux regardent les étoiles". Donc, une nuit, avec Patrizia, il est allé voir les étoiles depuis les statues. Il a alors enfin trouvé la suggestion d'une civilisation perdue, le sentiment qu'il se trouvait au nombril d'un univers. Tel un désespéré, il a cherché l'entrée d'un tunnel conduisant à un monde souterrain, trait d'union oublié entre les continents,.

### Position de l'île
L'île volcanique dans et sous laquelle se déroule l'aventure, nommée « île Quetzal », n'existe sans doute pas. Mais une vieille carte allemande de Lévi Colombia, présentée en introduction de certaines éditions de l'album, situe une des entrées hypothétiques de Mū près de Misteriosa Bank (en)(non loin des Îles Caïmans). L'île en question est sans doute positionnée dans le secteur. Pourtant, et ceci est révélateur du talent de Pratt à croiser des pistes, on rencontre aussi des moaï dans cette aventure et sur les doubles-pages de garde des albums, Mū est situé dans la Pacifique sud.

### Allusions culturelles
Dans cet épisode, Pratt mélange des références à l'Atlantide, à Mū , aux civilisations mésoaméricaines, aux théories des explorations de l'Amérique avant Christophe Colomb et à nombre d'autres allusions culturelles. Afin de mieux les comprendre, un long dossier est disponible en introduction de plusieurs éditions de l'album. Pour se documenter, le bédéiste a (re)lu de nombreux livres, comme ceux de James Churchward, qui selon lui racontait des choses intéressantes de manière farfelue.
De même qu'il a consulté la bande dessinée de science-fiction américaine Brick Bradford, créée en 1933 par le dessinateur Clarence Gray et le scénariste William Ritt, où figurent des aventures avec des civilisations précolombiennes. Cette histoire s'inscrit ainsi dans la tradition des bandes dessinées d'aventures des années 1930, avec un monde souterrain de légendes, un genre que l'on désigne sous le nom de monde perdu. Voici de quoi relèvent ces allusions,:

#### L'Atlantide et la mythologie grecque

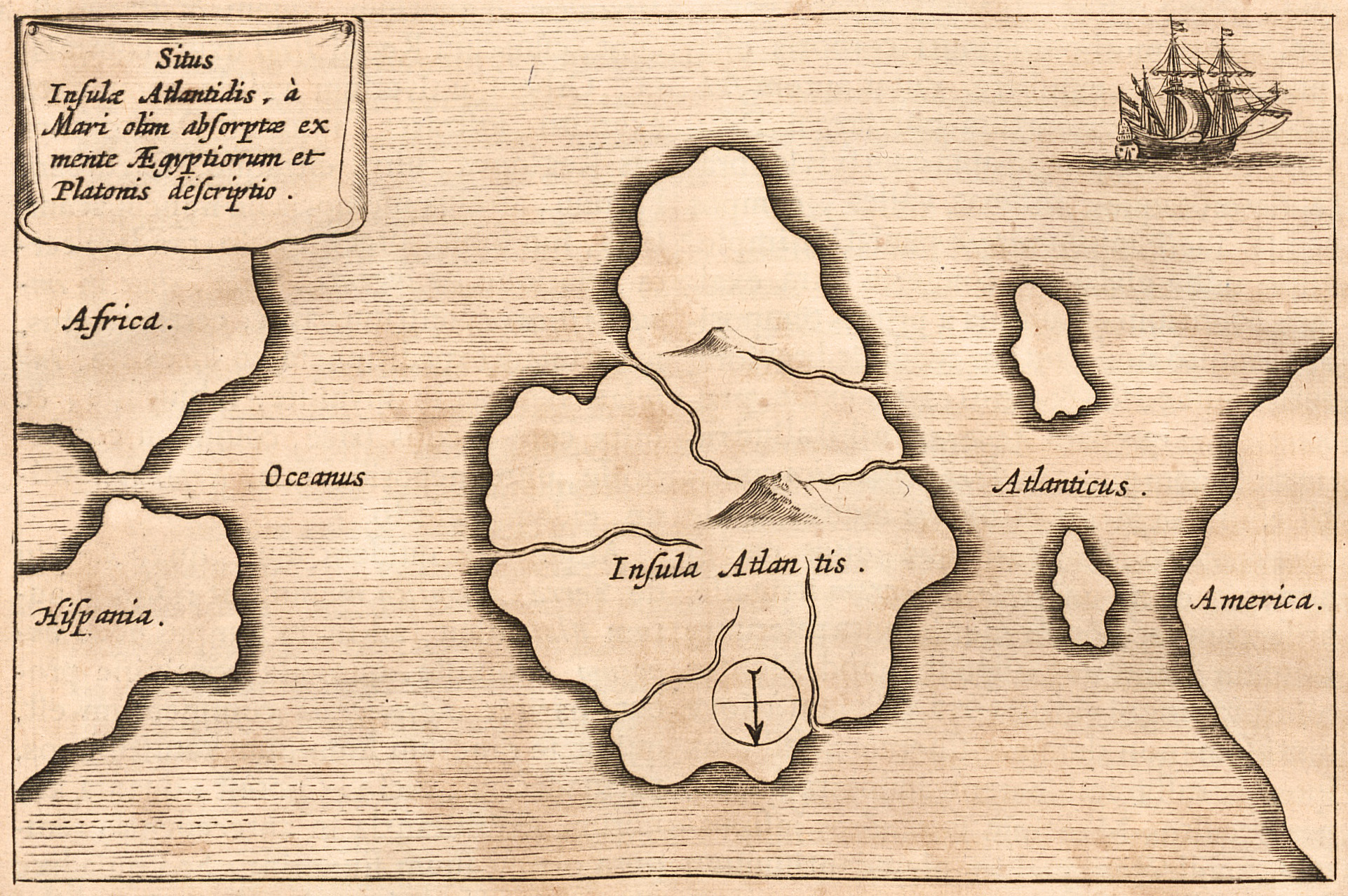
Carte fantaisiste de l'Atlantide (1678) d’Athanasius Kircher, Mundus Subterraneus (le nord est en bas).

Les premiers documents où figurent l'Atlantide sont écrits au IVe siècle av. J.-C. par le philosophe grec antique Platon, figurant dans ses Dialogues : le Timée et le Critias. On y apprend de Critias que son arrière-grand-père Dropidès s'est vu confier par le législateur Solon (VIe siècle av. J.-C.) une confidence que lui-même tenait d'un prêtre égyptien du temple de la déesse Neith à Saïs. Cette information relate l'histoire de l'Atlantide, « une île devant ce détroit que vous appelez, dites-vous, les colonnes d’Héraclès. Cette île était plus grande que la Libye et l'Asie réunies ». Ses habitants, les Atlantes, ont pour ancêtres les enfants de Poséidon et d'une mortelle prénommée Clitô (dont Atlas, qui donna son nom à l'île). Les premiers d'entre eux connurent au début un âge d'or, vivant sur une île très riche, à la technologie très avancée, dirigée par des souverains sages et modérés. Mais au fil du temps, les Atlantes devinrent corrompus et conquirent plusieurs régions de Méditerranée. Seuls les Athèniens (fils d'Athéna et Héphaïstos) purent leur résister et finissent par les vaincre, tandis que Zeus décida de les punir en engloutissant leur île. Ces événements se déroulent 9 000 ans avant le récit Solon.
Il est probable que Platon ait inventé ce mythe sous forme de parabole pour vanter Athènes et donner un modèle de société idéale. L'évocation de la figure historique de Solon ajoute du crédit à son récit, mêlant éléments réels et inventés. Les Colonnes mentionnées dans son texte bordent le détroit de Gibraltar, au-delà duquel se trouve l'océan Atlantique. En positionnant son île dans cette vaste étendue d'eau que les Grecs ne connaissaient que très peu, il le place ainsi dans le domaine de l'inconnu.
Cette histoire de l'Atlantide est reprise au début de l'épisode, à travers la discussion... de deux figures mayas. Reprenant des personnages de la mythologie grecque, ils évoquent une catastrophe datant de la nuit des temps, que les Grecs ont oublié. Selon un mythe, celle-ci s'est déroulée avant Amphion et Niobé, avant le déluge au temps de Deucalion et Pyrrha. À cette époque vivaient et mouraient des personnes dont la peau était d'or. Mais un jour Phaéton, le fils du dieu soleil (Hélios), s'empara du char solaire de son père. Malencontreusement, il brûla la Terre, comme le ciel, avec une grande partie de ses habitants. Dans la réalité, des corps célestes dévièrent sur la Terre en provoquant cette grande destruction. Ces faits ont été gravés sur de la pierre, afin de ne pas les oublier, pour se souvenir que les civilisations sont effondrés par des cataclysmes et des guerres. Comme ce fut le cas pour l'Atlantide.

#### Mū et autres hypothétiques continents perdus

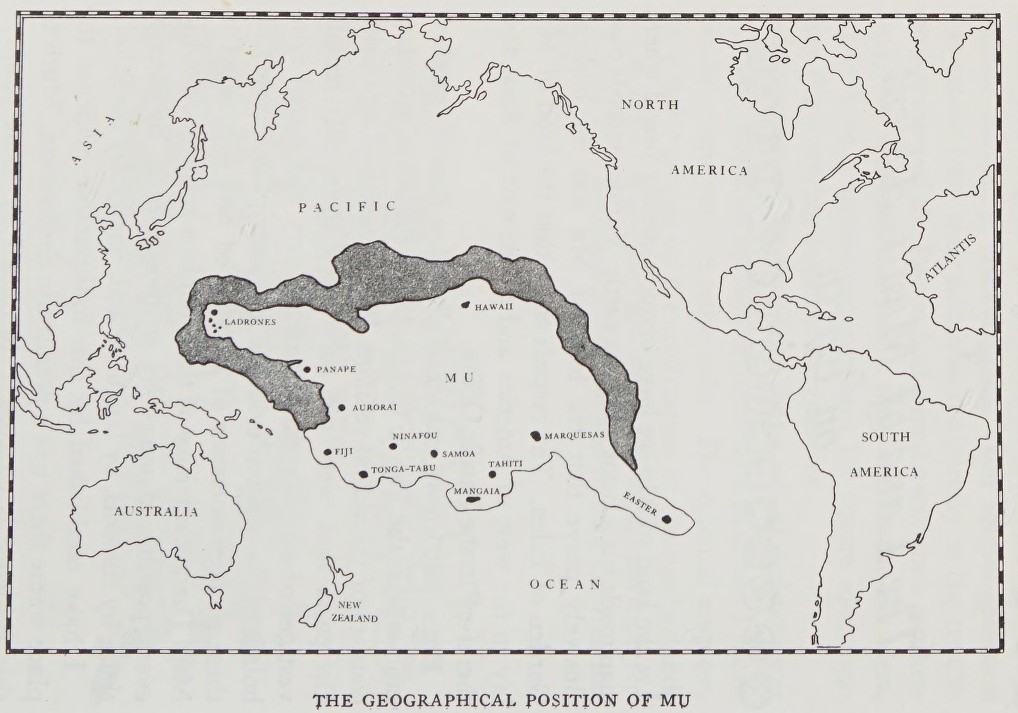
Carte de Mu selon James Churchward. On y voit de nombreuses îles existantes, reliées entre elles par le continent mythique : Ponape, Hawaii, l'île de Pâques...

Le continent perdu de Mū est un autre continent hypothétique englouti, parfois confondu avec l'Atlantide ou la Lémurie (qui elle se situerait dans l'océan Indien). L’archéologue Brasseur de Bourbourg basa son existence sur sa traduction — ultérieurement contestée — du Codex maya tro-cortesianus, ayant cru à tort avoir découvert la clé de la transcription de l’écriture maya. Puis, il a été popularisé par les écrits de James Churchward, qui lui le situait dans le Pacifique. Ce dernier repris la thèse de la « Pacifide », continent disparu d'où seraient issus les peuples de l'Océanie. Il prétend avoir découvert des traces de son existence dans les multiples régions qu'il a visité : Inde, Tibet, Égypte, Nouvelle-Zélande et île de Pâques.

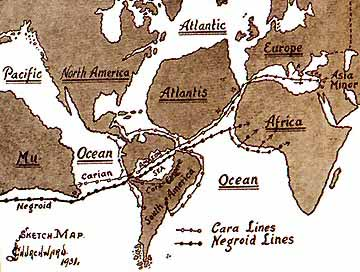
Carte de Churchward montrant comment, selon lui, les réfugiés de Mu auraient migré après le cataclysme vers l'Amérique du Sud, le long des rives de l'Atlantide et jusqu'en Afrique.

Dans ses écrits, il explique que Mū possède plusieurs points communs avec l'Atlantide. Sur ce continent aussi aurait vécu une civilisation à la technologie avancée, qui a navigué dans le monde entier et aurait laissé des traces de son passage sous forme de réalisations extraordinaires. Mais à cause de sa décadence, l'île aurait été détruite il y a 12 000 ans par les dieux. Par la suite, ils auraient émigré partout dans le monde. Leur histoire serait mentionnée dans des documents très ancien, présents dans différentes cultures et que Churchward aurait consulté ; en particulier, les tablettes de Naacal (en). Le problème est qu'il est le seul à avoir vu ces tablettes et leur existence est incertaine, ce qui limite fortement la crédibilité de ses dires. Ses théories ont été vivement critiquées et rejetées par les géologues et que les archéologues. Ce qui n'empêcha pas des courants ésotériques ou New Age, entre autres, de les récupérer et les défendre.
Selon Corto, il existe différentes entrées de Mū : sur l'île qu'il visite dans cet album, mais aussi à Tikal (au Guatemala), sur l'île de Pâques, en Éthiopie...

#### Civilisations mésoaméricaines et caribéennes

##### Les Mayas

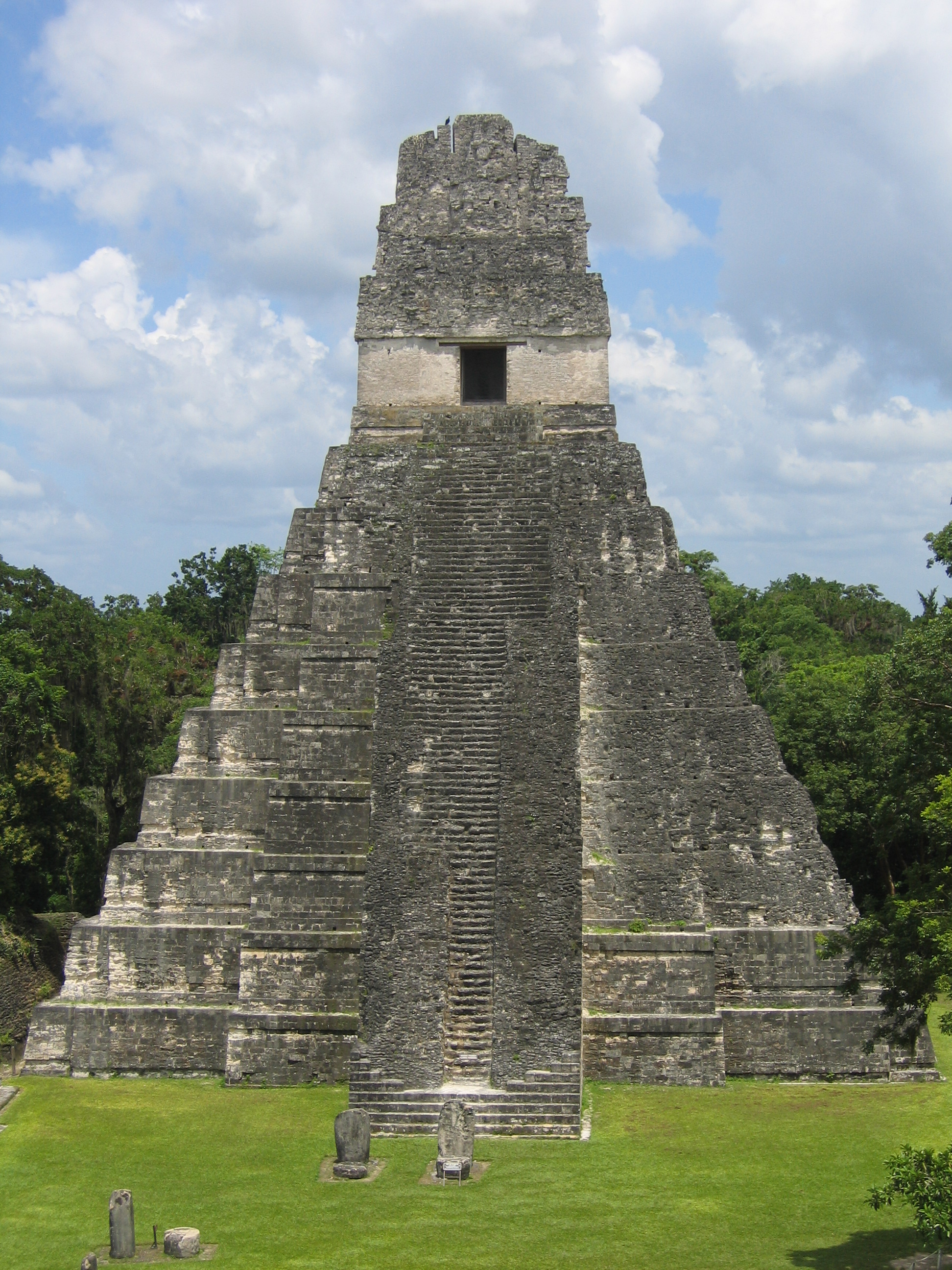
Temple I de Tikal (47 m de haut).

L'histoire se déroulant en Amérique centrale, les civilisations mésoaméricaines y sont à l'honneur. En particulier la civilisation maya, qui vivait sur la péninsule du Yucatán, vers 2600 av. J.-C. à 1520
- Ainsi, les pyramide à degrés visibles sur l'île qu'explorent les personnages, constituant les ruines de la cité des morts, ville antique habitée par des voix, sont inspirées de celles de Tikal, au Guatemala.
- Au-dessus, des quetzals annoncent le retour du dieu Kukulcan, dit « Tête de soleil ». Ce nom désigne des espèces d'oiseaux présents en Amérique, comprenant le quetzal resplendissant, l'oiseau sacré des Mayas. Il est associé au serpent à plumes, divinité mésoaméricaine nommée Kukulkan chez les Mayas du Yucatán, ainsi que Quetzalcóatl (on y retrouve le nom de l'animal dans son nom) chez les Aztèques.
- Sur le codex maya qu'étudie Columbia figure un labyrinthe, accompagné de plusieurs signes, tels qu'un rectangle. Ce symbole est notamment associé à Ixtab, la déesse du suicide dans la religion maya.

##### Les Aztèques

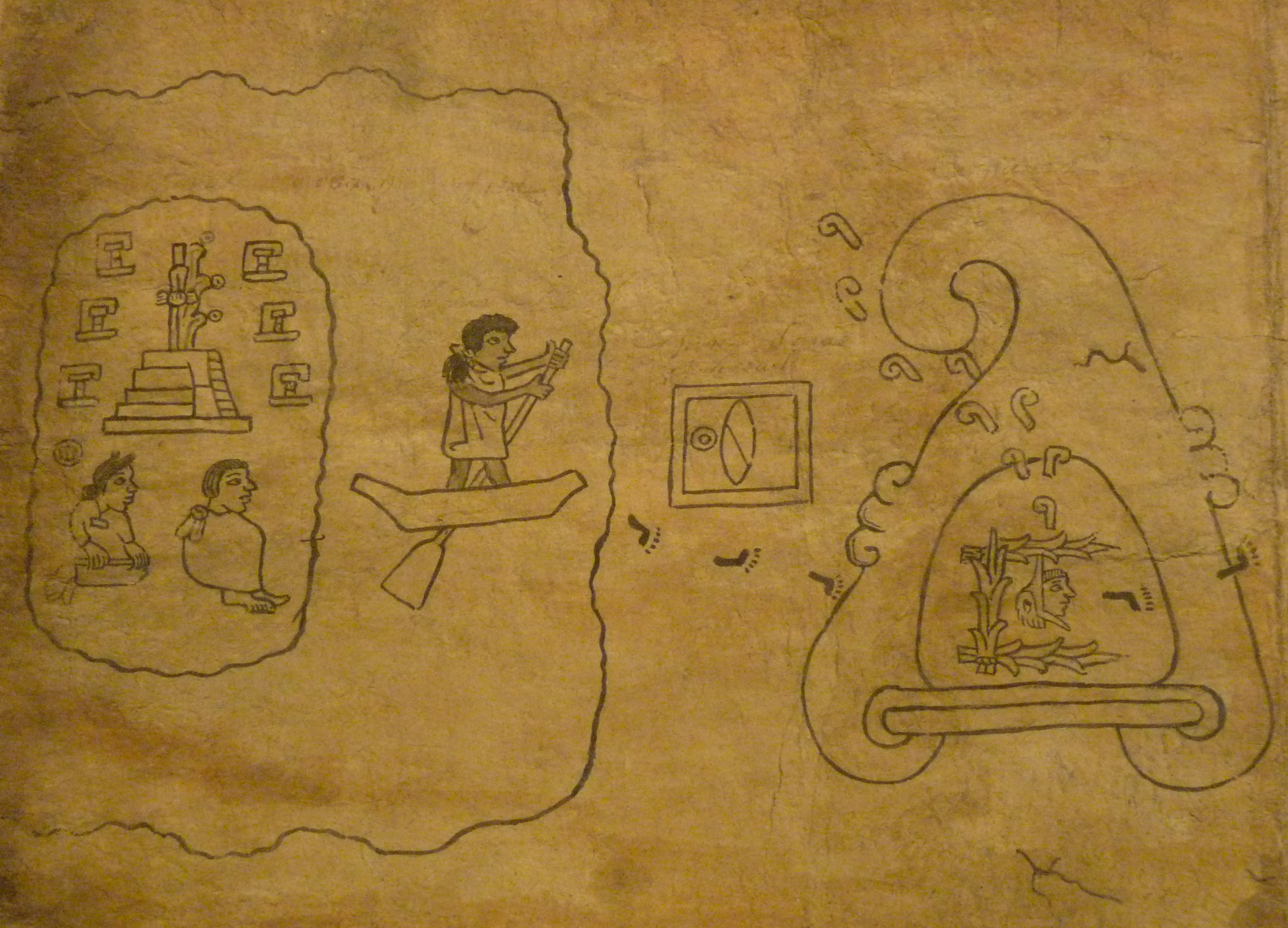
Première page du codex aztèque Boturini, représentant Aztlan à gauche.

Une autre civilisation mésoaméricaine célèbre au cœur de cet épisode est celle des Aztèques (qui auraient vécu de 1200 apr. J.-C. jusqu'à 1521 apr. J.-C.)., dont il est abondamment fait allusion dans l’épisode :
- En particulier à travers Aztlan[c], lieu mythologique aztèque, l'« altepetl » peut-être mythique d'où seraient issus les futurs Mexicas (c'est-à-dire les Aztèques), qui aurait consisté en une île située au milieu d'un lac. Il est parfois considéré comme ne faisant qu'un avec d'autres lieux mythiques comme Chicomoztoc. Levi Columbia déclare qu'Aztlan est le royaume perdu de Poséïdon, faisant sans doute allusion à l'Atlantide, considérant alors que les deux ne font qu'un. Le codex maya qu'il tient entre ses mains lui apprend qu'un royaume situé à l'occident de cette contrée, probablement Mū , fut détruit par des flammes tombées du ciel et la mer.
- Dans la bande dessinée, Corto et Raspoutine visitent Aztlan après avoir pénétré dans la pyramide et en rencontrent les gardiens, les hommes-jaguards. Il s'agit peut-être d'une allusion à l'ordre militaire professionnel dans l'armée aztèque du même nom.
- Après avoir monté quelques volées d'escaliers, le marin rencontre Papalotl, le papillon de nuit aux dents de jaguar. Son nom signifie d'ailleurs "papillon" en nahuatl (famille de langues notamment parlée par les Aztèques), terme que l'on retrouve notamment dans le nom de la déesse guerrière Itzpapalotl. La créature guide le héros à travers Mictlan, niveau le plus profond de l'inframonde dans la mythologie aztèque.

##### Autres civilisations mésoaméricaines et caribéennes
- Les personnages qui enlèvent Soledad sont des Ciboneys, Amérindiens des Antilles dont la survivance à la colonisation européenne n'est pas certaine.
- Au milieu du labyrinthe, Corto se retrouve entouré de champignons magiques et s'en voit confier par un Amérindien, qui lui explique que ces "Teotlnanacatl", nourriture des dieux, l'aideront à trouver la sortie. Le marin répond avoir lu des choses sur le sujet dans les chroniques mexicaines de Hernando Tezozomoco de 1502, ainsi dans l'étude de Safford sur le Peyotl (cactus réputé pour ses propriétés hallucinogènes). Ce à quoi l'Amérindien répond qu'il s'agit de deux choses bien différentes.

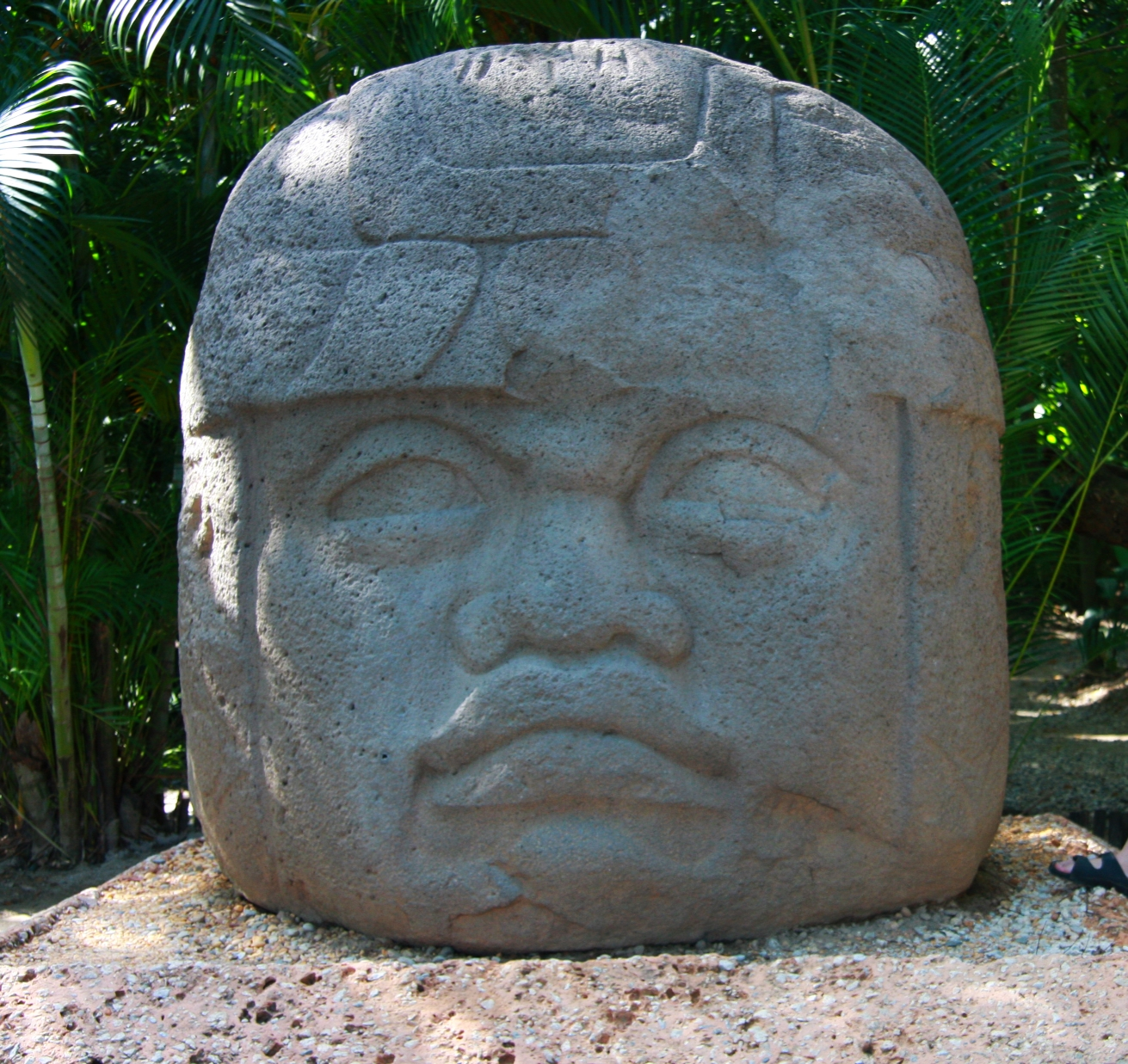
Tête colossale olmèque : monument 1 du site archéologique de La Venta.

- Après qu'une tortue ait projeté Corto sur une île, celui-ci parle à une tête colossale, réalisation artistique caractéristique de la civilisation olmèque (entre 2500 av. J.-C. et 500 av. J.-C.). Datant au moins de 900 av. J.-C et découvertes dans les États mexicains de Tabasco et Veracruz, ces têtes sont reconnaissables par leur représentation de visage d'hommes joufflus et au nez plat. Leur nom est issu du terme nahuatl olmeca, qui signifie « les gens du pays du caoutchouc », comme l'évoque Tracy Eberhard.

#### Civilisations européennes et méditerranéennes
Bien que cette histoire se déroule sur le continent américain, Pratt y convoque également, de manière surprenante, plusieurs éléments culturels de civilisations européennes. Il se base pour cela sur différents contacts trans-océaniques précolombiens, hypothétiques ou avérés, qui auraient eu lieu entre les peuples européens et américains.

##### Les Templiers

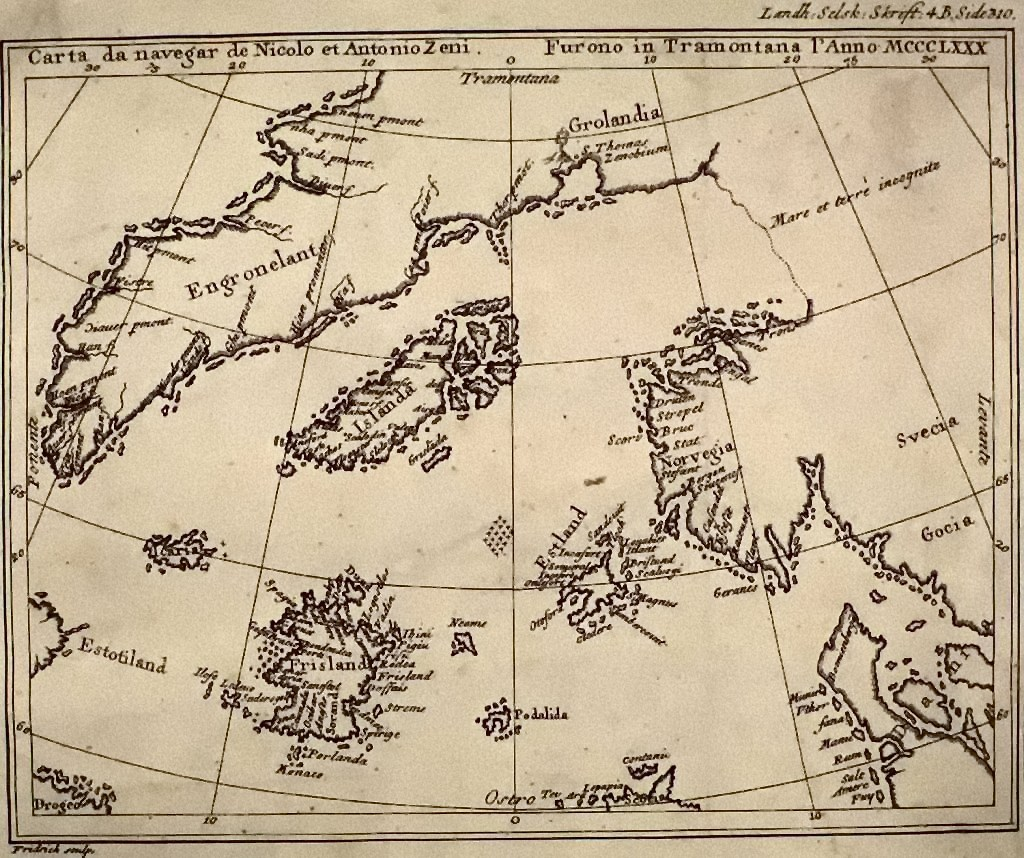
Représentation de la carte de Zeno, avec le Groenland (Engronelant), l'Estotiland et le Drogeo.

Dès que Corto et Raspoutine pénètrent dans la pyramide, ils découvrent des signes des Templiers. Sont gravés sur les murs un sceau avec les deux chevaliers, figurant à côté d'une croix de Malte et une croix de la Passion avec Arma Christi. C'est ainsi que tous deux évoquant les légendes au sujet de cet ordre.
Certaines d'entre elles voudraient qu'ils aient découvert l'Amérique. L'une d'elles concerne les frères Nicolo et Antonio Zeno, navigateurs vénitiens de la deuxième moitié du XIVe siècle, dont la famille possédait une entreprise de transport entre Venise et la Terre sainte au moment des Croisades. Sous les ordres d'un certain prince Zichmni, ils auraient exploré le nord du continent américain. Ce prince ne serait autre que l'Écossais Henry Sinclair, dont la famille était étroitement liée aux Templiers. Son petit-fils, William Sinclair, fit construire la chapelle de Rosslyn (près d'Édimbourg) ; certaines sculptures exécutées à l'intérieur représenteraient des plantes ne poussant qu'en Amérique, ce qui constituerait une preuve que les Templiers avaient bien visité l'Amérique. Mais ces faits, basés sur des documents fournis par les descendants des vénitiens, Nicolò Zeno, sont contestés par les historiens, accusant l'homme d'imposture.

##### L'Irlande
Alors que Corto se réveille douloureusement des piqûres administrées par les hommes-scorpions, il se réveille face à un homme portant une bure, dont la capuche lui masque le visage. Le marin croit se trouver de nouveau face au Moine, personnage énigmatique pour qui il travaillait jadis et qui régnait l'île d'Escondida (Mélanésie), dans La Ballade de la mer salée. Mais il s'agit d'un autre homme, qui dit être Saint Brendan, saint moine du christianisme irlandais dont la légende a occulté l'histoire. Il raconte être né à Tralee vers 484, avant d'être baptisé par le druide Erc (en), disciple de Saint Patrick. Il fus ensuite élevé par Ita (en), puis fréquenta un couvent avec Gildas, et Finian.
Avec son disciple Malo et d'autres, il partit à la recherche du Paradis. Là-bas se trouvaient autrefois l'arbre de vie et l'arbre de la connaissance du bien et du mal, interdits à Adam et Ève. Mais Samaël convainc cette dernière de manger le fruit défendu qui poussait sur ce dernier, ce qui provoqua la disparition du Paradis. Ainsi, tous les maux de la Terre frappèrent les humains, maudits par Dieu. Seuls quelques anges rebelles tentèrent de les aider : c'est ainsi qu'une nuit, l'un d'eux apparut dans un songe du moine et l'incita à retourner dans ce lieu perdu. Parti avec ses hommes, il croisa nombre d'îles, dont une sur laquelle ils virent assis Judas. Poursuivant vers l'ouest et rencontrant des sirènes, ils découvrirent une île où le Diable leur indiqua l'Enfer et leur confièrent un moine qui s'était perdu des années auparavant. Parvenus au jardin d’Éden, ils trouvent le gardien Saint Pierre, à qui ils narrent les désastreuses suites de la chute du Paradis. Celui-ci leur répondit que ce jour-là, le bon Dieu avait plaisanté et leur referma la porte au nez en riant. Repartant, ils naviguent près de l'Enfer, où les habitants jouent et n'ont pas l'air triste. Enfin arrivés au Paradis, ils trouvèrent l'arbre de vie complètement mort. Alors que ses confrères retournèrent aux Îles britanniques, Saint Brendan décida de rester à Aztla, tandis qu'un des siens se fit passer pour lui. Mais comme il ne put manger des fruits de la vie éternelle, il ne put devenir immortel. L'homme en face de Corto révèle être en réalité le descendant de Brendan.

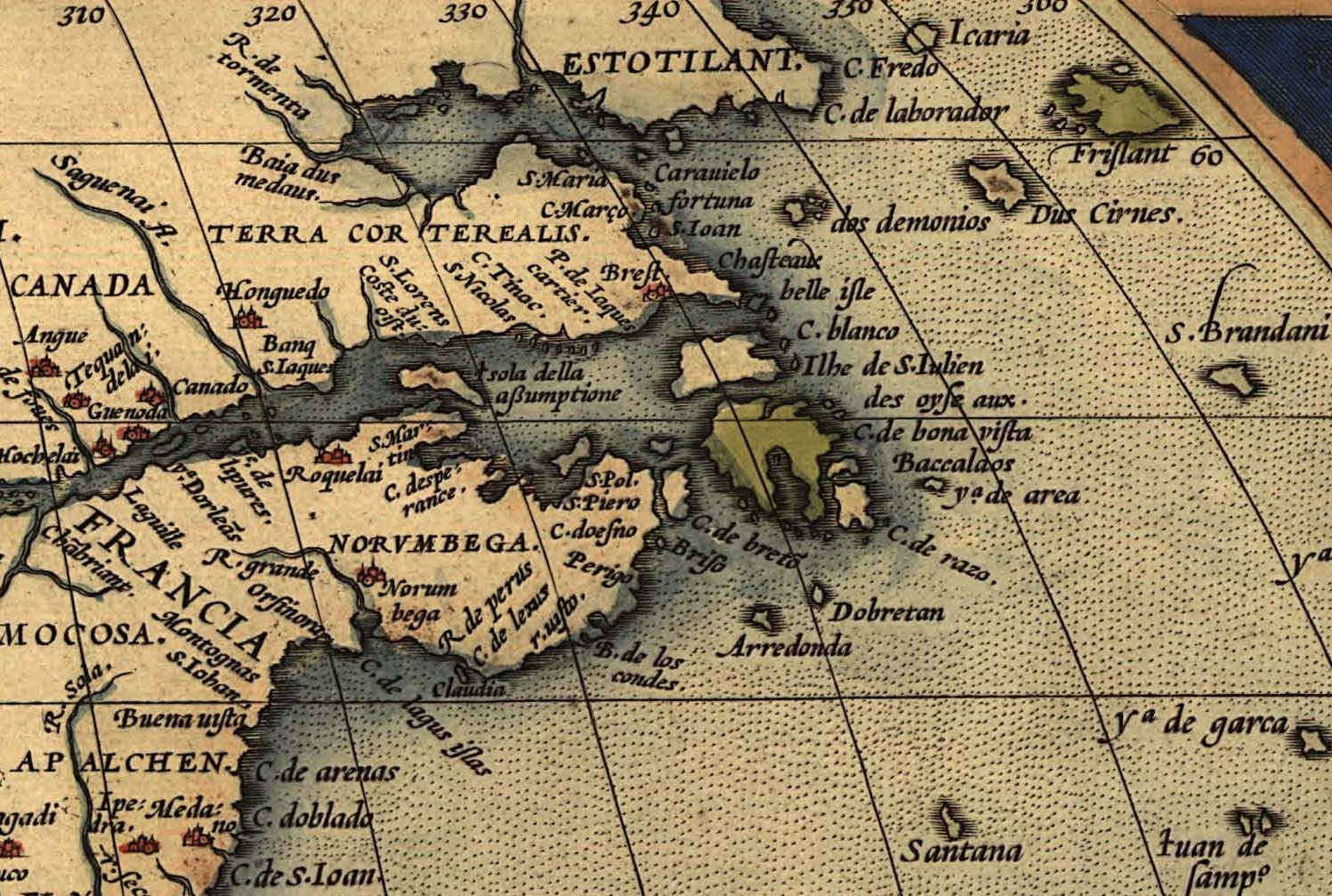
Carte de lAtlas d'Abraham Ortelius (1570) montrant l'île de S. Brandani au large des côtes américaines.

Si l'on en croit la tradition de l'immram sur Brendan, celui-ci a effectué un voyage de sept ans à la recherche du Paradis et aurait trouvé sur une île qui porte son nom, avant de retourner en Irlande annoncer sa découverte, puis de finir ses jours à Annaghdown (en). L'emplacement de cette île fait depuis l'objet de débats, tantôt situé dans l'archipel des Canaries, tantôt à l'embouchure du río de la Plata (dans la baie de Samborombón, en Amérique du Sud), tantôt au large de Terre-Neuve (tout comme les légendaires Grande-Irlande et Norembergue). Dans ces deux derniers cas, Brendan aurait ainsi voyagé en Amérique avant Christophe Colomb, sans que cela ne soit prouvé de manière irréfutable.

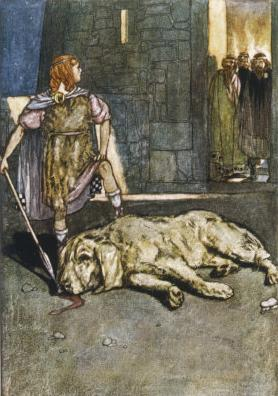
Cúchulainn tue le chien de Culann, illustration par Stephen Reid dans The Boys' Cuchulainn, Eleanor Hull, 1904

Quoi qu'il en soit, dans l'épisode, un autre personnage irlandais arriva en Amérique avant Brendan. En effet, le vieux Maya que le héros rencontre affirme descendre de Kukulkan, aussi connu sous le nom de Quetzalcóatl chez les Aztèques... et de Cúchulainn, héros de la mythologie celtique irlandaise. Si les deux premiers personnages sont des noms différents donnés à une même divinité pan-mésoaméricaine, le troisième est un quasi-dieu se battant au gae bolga (« javelot-foudre »), dont les exploits ont été racontés dans des récits comme le Cycle de la Branche Rouge. Cet ancêtre, amalgamant ces trois personnages mythologiques, est arrivé en Amérique bien avant Saint Brendan, les Vikings, les Templiers et les hommes de Pedro de Alvarado, d'après le vieux Maya. Ce dernier explique vivre sous terre avec les siens, dans le royaume obscur de Tezcla, relié par des cavernes à Mū .

##### Les Vikings

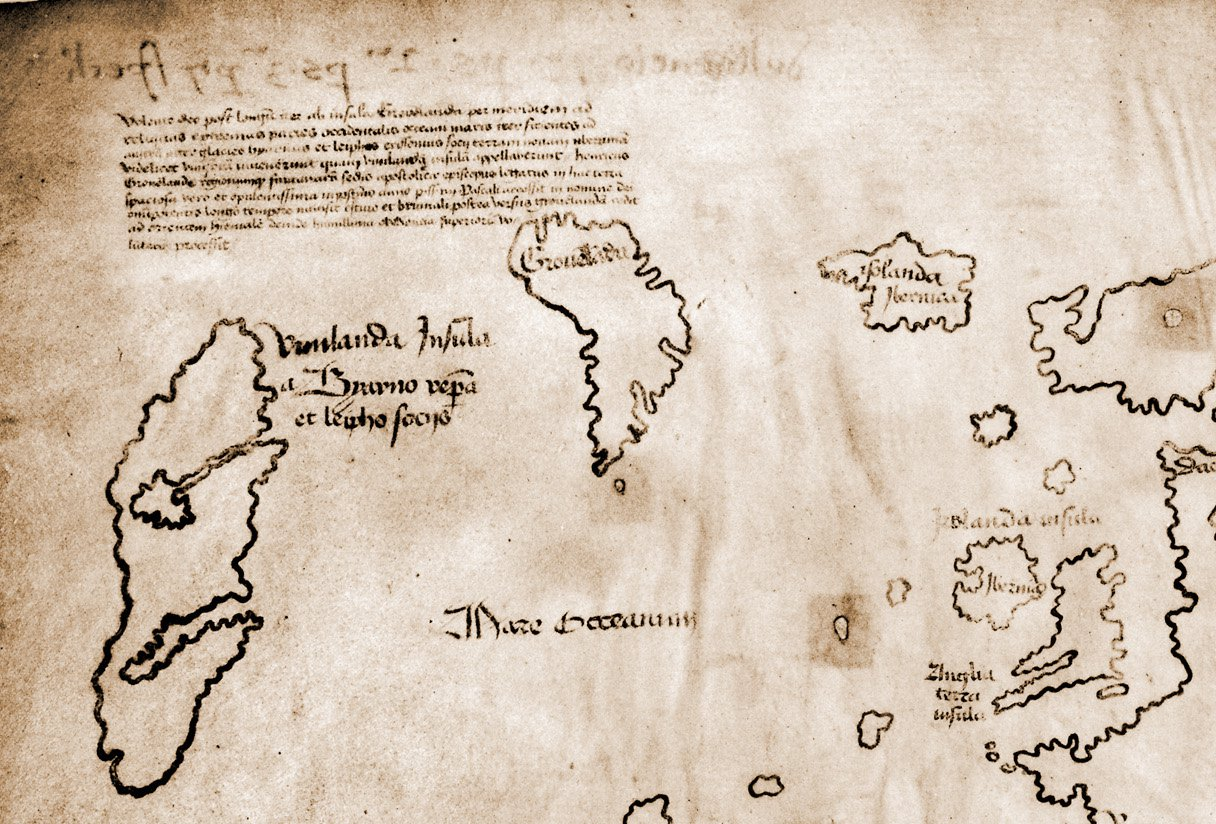
Extrait d'une carte du monde représentant le Vinland. La carte date peut-être du XVe siècle, et reprend un original du XIIIe siècle. C'est la première carte connue montrant la côte de L'Amérique du Nord.

Les voyages des Vikings en Amérique est évoquée à plusieurs reprises dans l'histoire. Si les découvertes du continent américain évoquées plus haut sont sujettes à caution, l'expansion migratoire des Vikings de Scandinavie est plus largement reconnue. Durant l'optimum climatique médiéval, période de climat inhabituellement chaud localisé sur les régions de l’Atlantique nord et ayant duré du Xe siècle jusqu’au XIVe siècle, les mers étaient libres de glaces. Les Vikings profitèrent donc pleinement de cette période pour partir à la conquête de nouvelles terres, afin de s'établir par exemple au Groenland dans les années 980, puis au Vinland autour de l’an 1000. Ces expéditions sont l’œuvre d'explorateurs tels que Erik le Rouge, Leif Erikson et Thorfinn Karlsefni, dont les exploits sont narrés dans des sagas comme celles d'Erik le Rouge, des Groenlandais et des Islandais. Outre ces témoignages écrits, des découvertes archéologiques attestent ces expéditions.

##### La Méditerranée
L'Atlantide, dont l'existence est contestée, a tout de même fait l'objet de recherches intenses et plusieurs peuples en seraient les descendants. Ce qui serait par exemple le cas des Tartessos d'Andalousie, les Guanches des îles Canaries, les Berbères du Hoggar... Corto explique d'ailleurs à ce sujet que le Grec Strabon, dans sa Géographie, présente Tartessos comme étant une des plus vieilles cités d'Espagne, bâtie au VIIe siècle av. J.-C. par un peuple très évolué. Cet auteur rajoute que l'île de Gadeira, près de Cadix, disparut avec sa population et serait l'extrême pointe orientale du continent perdu. Cette île entretenait selon une légende des contacts avec Cnossos (en Crète) et le Minotaure. Levi Columbia consulte un ouvrage de l'archéologue chilien Ojeda (possiblement Luis Thayer Ojeda (es)), une étude concernant la chronologie mythologique et la géographie préméditerranéenne, avant l'effondrement de l'isthme de Gibraltar, qui provoqua l'ouverture entre l'océan Atlantique et la mer Méditerranée. À cette époque, l'Espagne et l'Afrique ne faisaient qu'un, comme l'évoque aussi Charif Al Idrissi dans sa préhistoire du Maroc (selon Bouche Dorée).

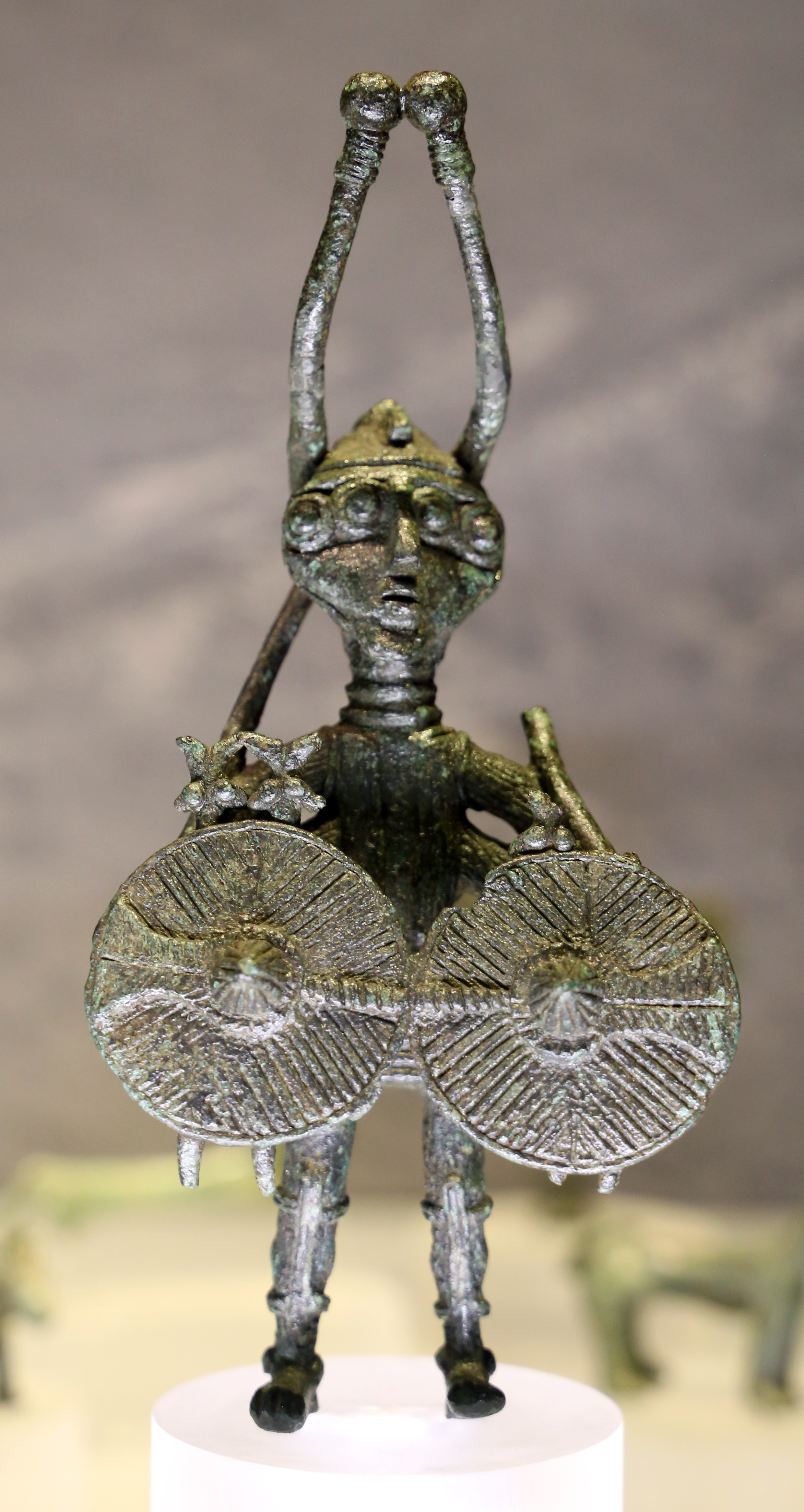
Sculpture en bronze d'un guerrier avec quatre yeux et quatre bras, représentatif de la culture nuragique.

Alors que Corto retrouve Raspoutine, les deux amis se retrouvent face à un squelette, que le premier qualifie de Sarde (c'est-à-dire, habitant de la Sardaigne, en Italie). Il ressemble à la statuette de bronze de Tristan Bantam, évoquée dans le prologue. De son côté, le Russe suppose qu'il provient de l'Atlantide (au milieu de l'océan d'Aztla), territoire qu'il a quitté pour venir en Amérique, avant les Phéniciens, les Celtes et les autres. Le squelette confirme qu'il est bien issu de ce continent perdu et qu'il est parti à la recherche de Mū .

#### Civilisations océaniennes

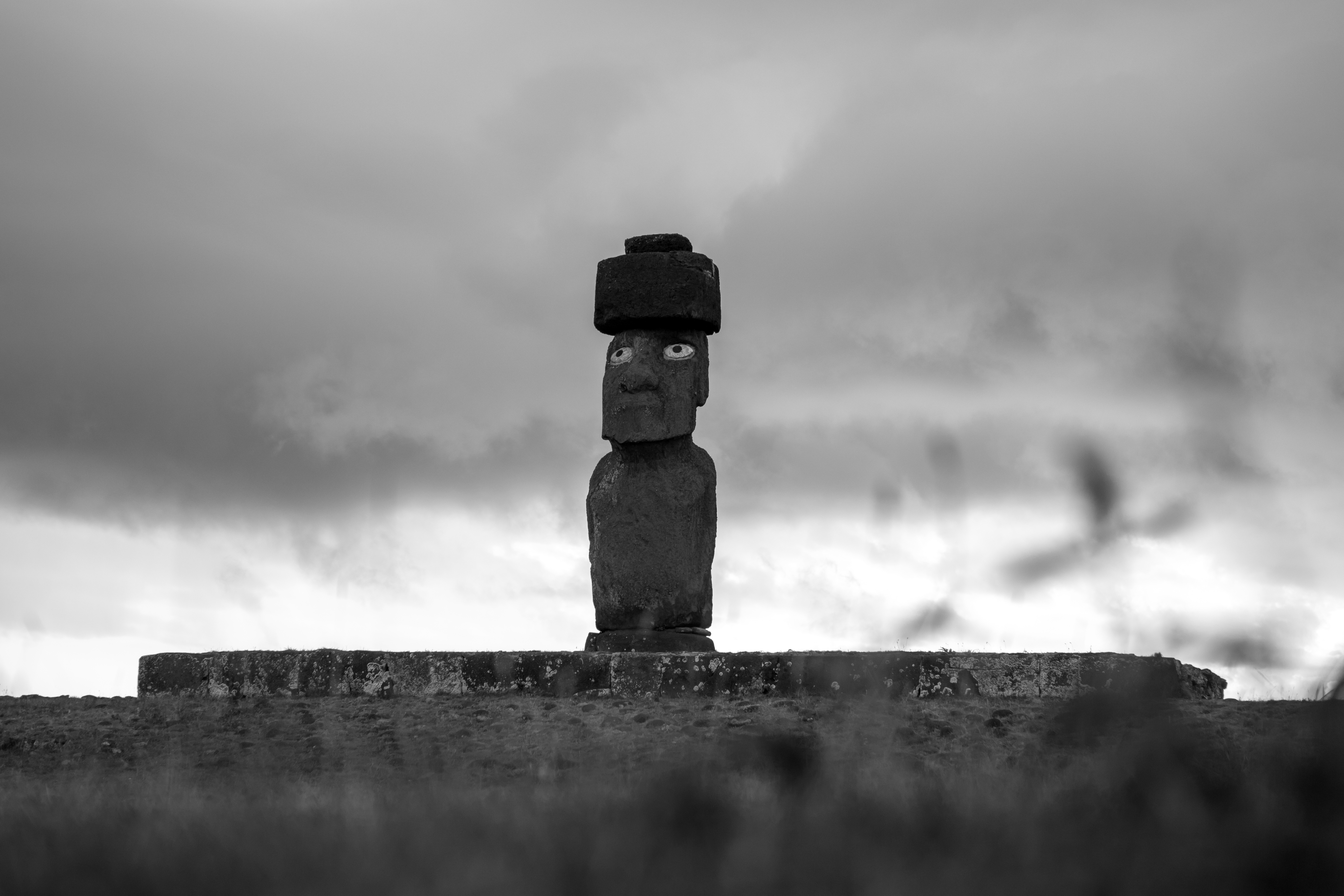
Moaï restauré et coiffé de son pukao.

Après avoir mangé un champignon et retrouvé le passé, le marin discute avec des moaïs, qui regardent les étoiles depuis des milliers d'années, celles-ci leur ayant promis de revenir. Ces statues géantes sont ce qui reste du royaume de Mu, détruit par les étoiles, tandis que le feu et l'eau anéantirent le peuple élu. Ceux qui s'en échappèrent se réfugièrent à Aztla, là où naît le soleil (à l'est). Ce lieu rappelle bien-sûr l'île de Pâques, qui elle est située dans l'Océan Pacifique, célèbre pour ses statues monumentales, appelées "moaï". Comme l'origine de ses premiers habitants (les Rapanui) et leur écriture (le rongorongo), elles sont entourées de mystère et font l'objet de théories variées. Ces réalisations artistiques ont été comparées aux tikis polynésiens, faisant pencher pour une origine polynésienne de ces statues. Mais certains spécialistes comme Thor Heyerdahl (célèbre pour son expédition du Kon-Tiki,) penchent pour une origine incaïque, en se basant par exemple sur la similitude entre l'Ahu Vinapu et les Chullpa près du lac Titicaca.
Comme nous le disions plus haut, d'autres hypothèses expliquent l'origine du peuplement de l'île et des statues par un continent hypothétique englouti (celui de Mū par exemple). Celles-ci sont étayées par l'existence d'autres constructions mystérieuses d'Océanie, telles que les ruines de Nan Madol, sur l'île de Pohnpei (États fédérés de Micronésie). Cette île, qui selon James Churchward ferait aussi partie de ce continent, s'appelait autrefois "Ponape". Il s'agit peut-être de l'île de "Panape", où Corto affirme avoir trouvé de mystérieuses inscriptions sur des ruines, comme il l'explique dans Sous le signe du Capricorne.

#### Autres références culturelles
- Lorsque Corto affronte un caïman, il s'exclame qu'il s'agit d'un "Nazario Sauro (it)". En réalité, ce terme ne désigne pas un saurien ("sauro" en italien), comme son nom le laisse penser, mais un irrédentiste italien, mort en 1916. Pratt a donc fait un jeu de mots avec le nom de ce personnage méconnu.
- Après avoir battu en duel un homme-jaguar, le marin lui explique pratiquer depuis son enfance la discipline du Marquis de Queensberry. Il s'agit de la boxe, dont les règles portent le nom de ce marquis qui contribua à propager ce sport de combat à travers le monde.
- Retrouvant son ami Raspoutine, Corto lui explique posséder des champignons magiques, qui permettent lorsqu'on les mange de retrouver le temps perdu. Le marin russe en profite pour faire une allusion à Marcel Proust, sa madeleine et son roman À la recherche du temps perdu.
- Tracy Eberhard souhaite se servir de l'air chaud produit par le volcan de l'île pour faire voler une montgolfière (aérostat), grâce à des peaux de chèvres cousues ensemble, imperméabilisées par du caoutchouc.

## Prépublications
- Italie : dans la revue Corto Maltese (16 numéros) :
  - 1re partie : du no 12 de décembre 1988 et du no 1 de janvier au no 6 de juin 1989 (7 numéros).
  - 2e partie : du no 1 de janvier au no 9 de septembre 1991 (9 numéros).
- France : cahier détachable de 52 pages couleurs, dans le mensuel Corto Maltese, no 22 de novembre 1989.
  - Seule la 1re partie de l’aventure est racontée ; il faudra attendre la sortie de l’album pour en connaître la suite et la fin.

## Albums édités en France
Scénario et dessins de Hugo Pratt.

### Premières éditions

#### Album broché – noir et blanc
- Mū , éd. Casterman, 1992.

#### Album relié – couleurs
- Mū (documents et aquarelles de Hugo Pratt), éd. Casterman, 1992.

### Rééditions

#### Beau livrerelié – couleurs
- Mū (format 31x15x6, sous emboîtage cartonné, 512 pages), éd. Casterman, paru le 14 octobre 2008 en commémoration des 20 ans écoulés depuis sa 1re parution en Italie dans le magazine Corto Maltese de décembre 1988.

#### Album broché – noir et blanc
- Mū (nouvelle couverture), éd. Casterman, 2001.
- Mū La Cité perdue, Casterman 2012, coll. "Corto Maltese en noir et blanc", couverture souple à rabats, format 23,5/29,5  (ISBN 978-2-203-03363-4).

#### Album relié – couleurs
- Mū . La Cité perdue (nouvelle jaquette, documents et aquarelles de Hugo Pratt), éd. Casterman, 2001.
- Mū (format 21.5x29, préface de Marco Steiner, photos de Marco d’Anna : L'Escalier sans fin), éd. Casterman, série Corto Maltese, tome 14, 2009  (ISBN 978-2-203-02521-9)

#### Petit format broché – couleurs
- Mū . La Cité perdue, éd. Casterman, série Corto, tome 29, paru le 5 janvier 2010  (ISBN 978-2-203-00693-5)